# ناحیه مائونان
ماونان (به لاتین: Maonan District) یک سکونتگاه مسکونی در جمهوری خلق چین است که در ماومینگ واقع شده‌است.